# Дружба (Шипуновський район)
Дру́жба (рос. Дружба) — селище у складі Шипуновського району Алтайського краю, Росія. Входить до складу Самсоновської сільської ради.

## Населення
Населення — 49 осіб (2010; 112 у 2002).
Національний склад (станом на 2002 рік):
- росіяни — 94 %